# Смоленцев, Михаил Константинович
Михаил Константинович Смоленцев — советский хозяйственный, государственный и политический деятель, Герой Социалистического Труда.

## Биография
Родился в 1934 году в селе Замьяны. Член КПСС с года.
С 1946 года — на хозяйственной, общественной и политической работе. В 1946—1994 гг. — пастух, бондарь, проходчик, проходчик горных выработок, бригадир комсомольско-молодежной бригады шахты № 4/«Горнозаводская» комбината «Сахалинуголь» Министерства угольной промышленности СССР.
Указом Президиума Верховного Совета СССР от 30 марта 1971 года за выдающиеся успехи в выполнении заданий пятилетнего плана по развитию угольной и сланцевой промышленности и достижение высоких технико-экономических показателей присвоено звание Героя Социалистического Труда с вручением ордена Ленина и золотой медали «Серп и Молот».
Делегат XXIV съезда КПСС.
С 2017 года жил в семье дочери в городе Кинешме Ивановской области.
Умер 6 октября 2021 года. Похоронен на кладбище"Затенки" в городе Кинешма.